# هاري دودغ
هاري دودغ (بالإنجليزية: Harry Dodge)‏ هو نحات أمريكي، ولد في 1966.